# Вили ле Ру
Вили ле Ру (енгл. Willie le Roux; 18. август 1989) професионални је рагбиста и репрезентативац ЈАР, који тренутно игра за екипу Централ Читас. Висок 185 цм, тежак 90 кг, ле Ру је до сада за "спрингбоксе" одиграо 31 тест меч и постигао 45 поена. 2014. био је у ужој конкуренцији за добијање признања за најбољег рагбисту на свету (енгл. World rugby player of the year).